# Rauli
Der Rauli (Nothofagus alpina), auch Rauli-Scheinbuche oder Rauli-Südbuche genannt, ist eine Laubbaumart aus der Gattung der Scheinbuchen in der Familie der Scheinbuchengewächse (Nothofagaceae). Chilenische Namen für diesen Baum sind Raulí und Ruilío.

## Beschreibung
Der Rauli ist ein sommergrüner Baum, der an den Naturstandorten  Wuchshöhen bis 40 m erreicht, in Europa knapp 30 m. Die Baumkrone ist bei jungen Bäumen schmal und quirlig mit dicken ansteigenden Ästen. Die Krone älterer Bäume ist breit-kegelförmig. Die Borke des Stammes ist dunkelgrün, am jungen Baum noch mit vielen Lentizellen; im Alter ist sie grünlichgrau mit gleichmäßig verteilten braunen Rissen, die sich bis in die stärkeren Äste fortsetzen. Der Stammdurchmesser erreicht über 1,4 Meter. Die Zweige sind grün, später dunkelbraun und sehr rau durch den Besatz mit kleinen Warzen. Die Knospen sind kastanienbraun, schmal-kegelförmig und etwa 1 Zentimeter groß.
Die wechselständigen und ledrigen Laubblätter sind kurz gestielt. Der kurze Stiel ist behaart. Die Blätter sind 5 bis 11 cm lang, eiförmig, stumpf bis spitz, fein doppelt gesägt, feinborstig, bewimpert sowie oberseits klebrig. Sie sind an der Basis leicht herzförmig bis abgerundet oder spitz, unterseits heller und besitzen 15–18 deutliche, eingeprägte Nervenpaare. Die Herbstfärbung ist goldgelb bis karminrot. Es sind Nebenblätter vorhanden.
Nothofagus alpina ist einhäusig monözisch. Die eingeschlechtlichen Blüten erscheinen achselständig. Die männlichen Blüten mit becherförmigem, mehrteiligem Perianth, besitzen einige bis viele, vorstehende Staubblätter mit rötlichen Antheren und erscheinen meist zu zweit bis dritt. Eine zwei- und zwei dreiteilige, sitzende, weibliche Blüten erscheinen zu dritt in einem Dichasium an einem fransigen, drüsig-klebrigen „Becher“ mit mehreren Deckblättern.
Es werden kleine, eiförmig und geflügelte Nüsse in einem ledrigen, vierteiligen, fransig-stacheligen Fruchtbecher gebildet.
Die Chromosomenzahl beträgt 2n = 26.

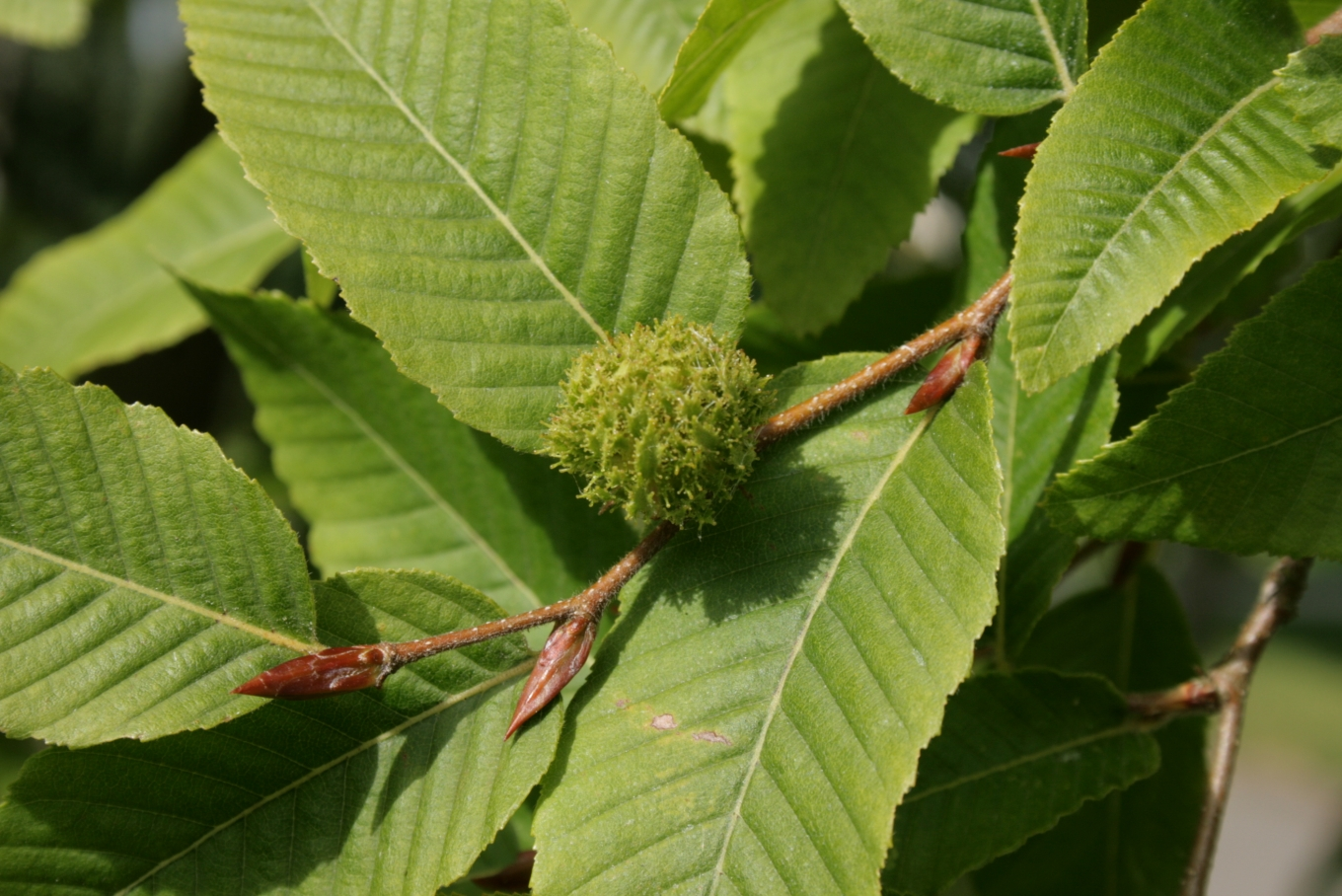
Nothofagus alpina mit weiblicher Blüte

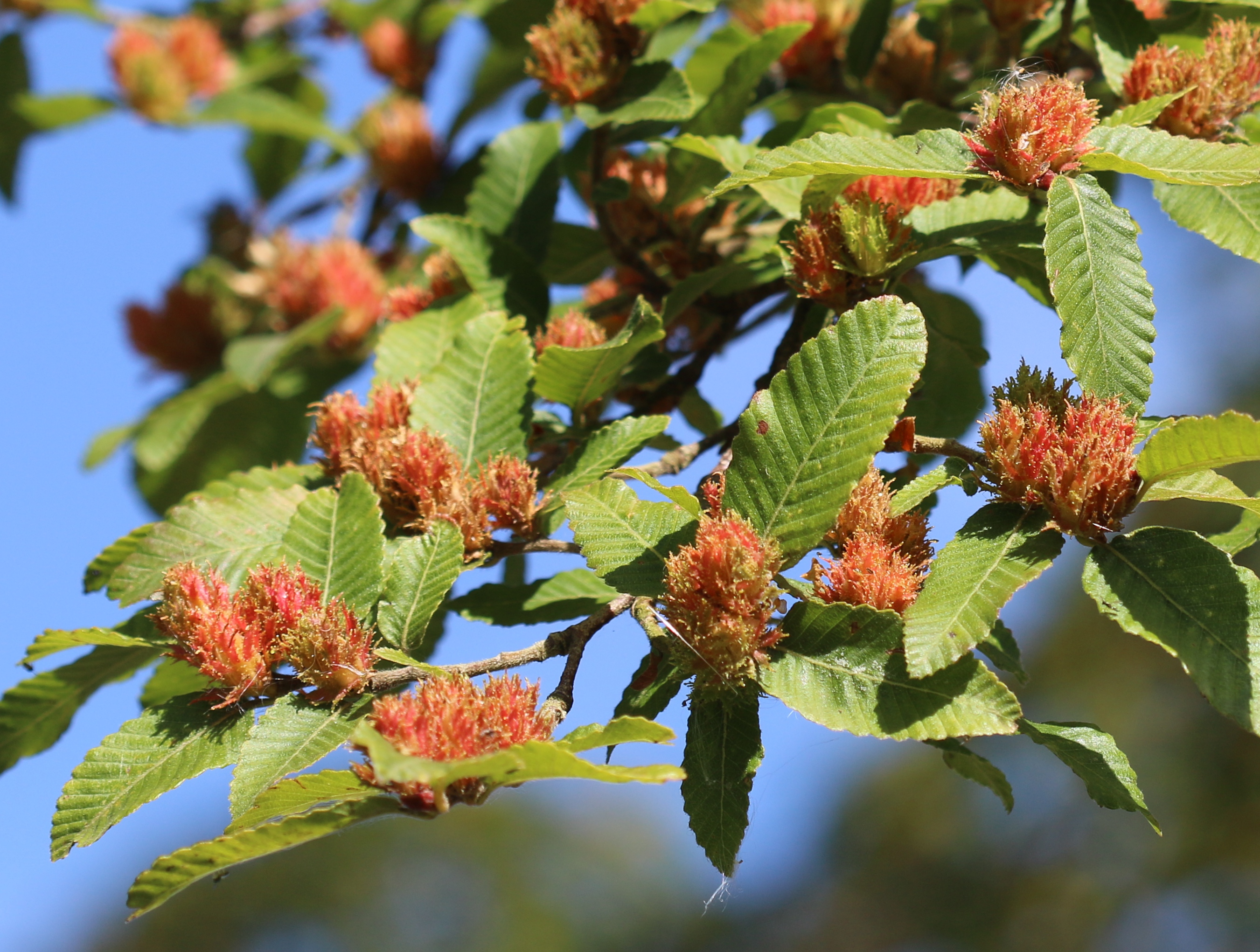
Nothofagus alpina mit jüngeren Fruchtständen

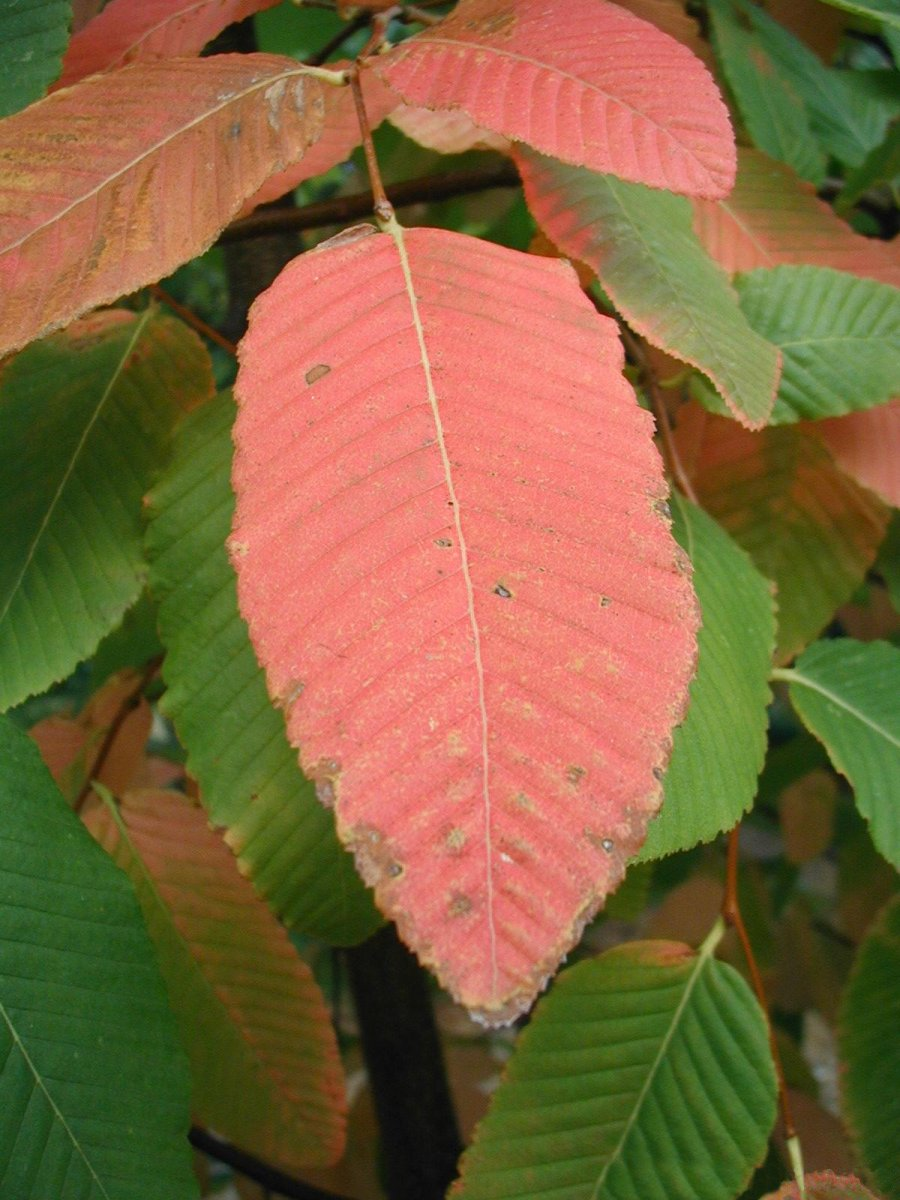
Herbstfärbung

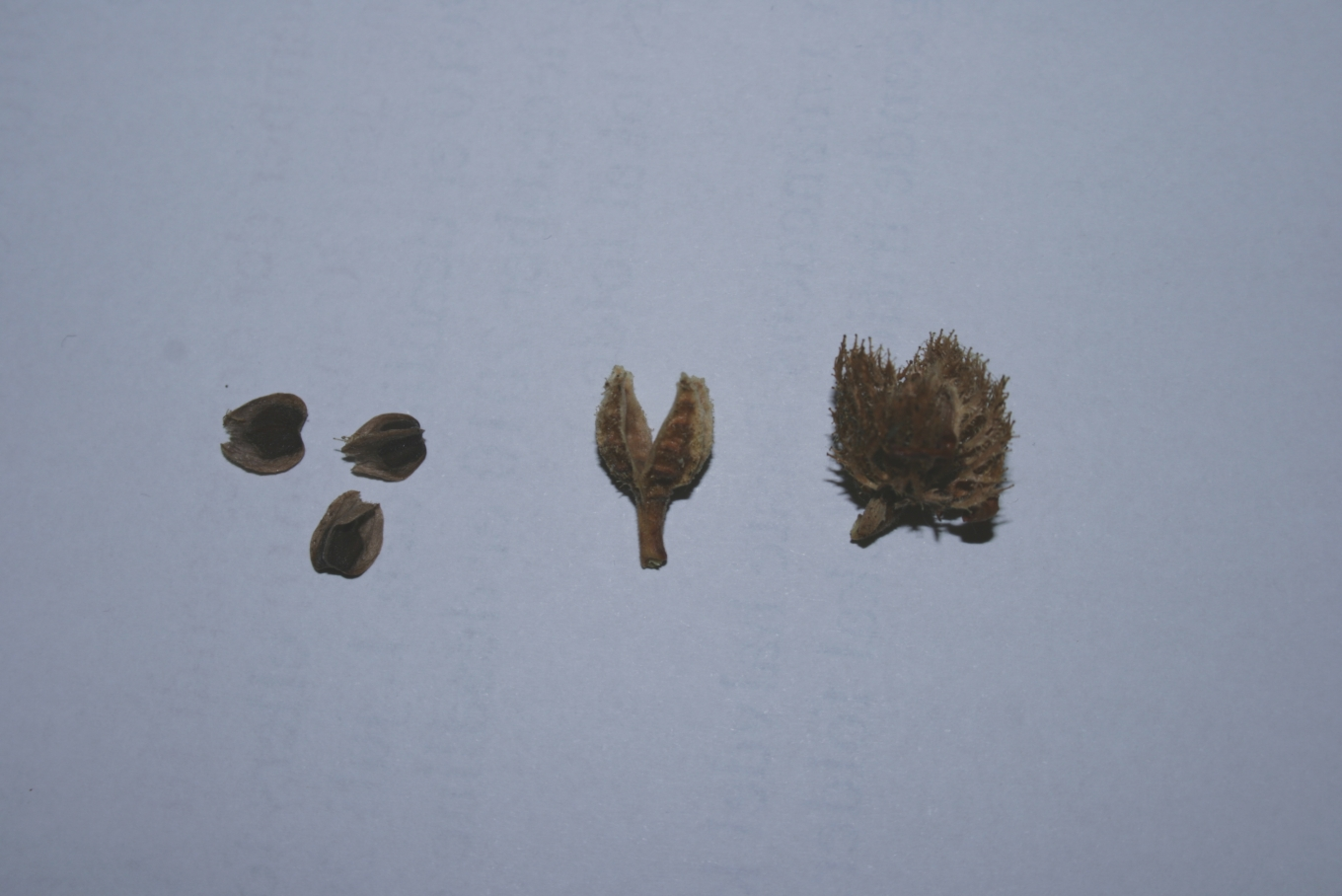
Früchte und Fruchtbecher

## Verbreitung
Der Rauli ist in Zentralchile sowie in der westargentinischen Provinz Neuquén heimisch und wächst vor allem im Übergang zwischen feuchten Subtropen und gemäßigtem Klima.
Der Baum ist in Mitteleuropa winterhart. Der Rauli ist ungewöhnlich starkwüchsig und wird deshalb im forstlichen Versuchsanbau auch in Deutschland gepflanzt.

## Systematik
Die beiden Botaniker Eduard Friedrich Poeppig und Stephan Ladislaus Endlicher stellten die Pflanze 1838 in die Gattung der Buchen (Fagus), indem sie die beiden Taxa Fagus alpina und Fagus procera aufstellten. Beide Taxa wurden 1871 durch den dänischen Botaniker Anders Sandøe Ørsted in die Gattung der Scheinbuchen (Nothofagus) verschoben und bekamen die Taxa Nothofagus alpina und Nothofagus procera. Heute ist Nothofagus alpina das gültige Taxon und Nothofagus procera lediglich ein Synonym. Weitere Synonyme für die Art sind:
- Fagus nervosa Phil.[5]
- Nothofagus nervosa (Phil.) Krasser[6]

## Holz
Diese Baumart produziert ein graues bis rotbraunes Holz. Es ist geeignet für mittlere Beanspruchungen im Innenausbau, für Möbel, Drechslerarbeiten. Es ist leicht zu bearbeiten und gut zu polieren, jedoch nicht witterungsbeständig.